# Montgazin
Montgazin – miejscowość i gmina we Francji, w regionie Oksytania, w departamencie Górna Garonna.
Według danych na rok 1990 gminę zamieszkiwało 125 osób, a gęstość zaludnienia wynosiła 18 osób/km² (wśród 3020 gmin regionu Midi-Pireneje Montgazin plasuje się na 938. miejscu pod względem liczby ludności, natomiast pod względem powierzchni na miejscu 1329.).